# Edna Purviance
Olga Edna Purviance (Paradise Valley, 21 de outubro de 1895 — Hollywood, 13 de janeiro de 1958) foi uma atriz estadunidense do cinema mudo.

## Carreira
Foi atriz principal de Charles Chaplin em mais filmes do que qualquer outra atriz. Chaplin a convidou para se juntar à Essanay Studios em 1915, ano em que ela estreou nas telas com o filme A Night Out.
Nos sete anos seguintes ela apareceu em mais de 20 filmes de Chaplin para a Essanay, Mutual Film Corp e First National, incluindo sucessos como The Tramp (1915) (O Vagabundo), The Immigrant (1917) (O Imigrante), Easy Street (1917) (Carlitos Guarda-Noturno), The Kid (1921) (O Garoto) e The Idle Class (1921) (Os Clássicos Vadios).
Como um agradecimento pelos anos de trabalho com ele, Chaplin deu a Edna o papel principal em Casamento ou Luxo? (1923), com a intenção de levá-la ao estrelato. O filme foi um fracasso comercial, embora tenha ajudado a carreira do ator Adolphe Menjou.
Permaneceu na folha de pagamento de Chaplin até sua morte. Suas duas últimas aparições, sem falas, foram nos filmes Monsieur Verdoux (1947) e Luzes da Ribalta (1952).

## Vida pessoal
Foi casada com John P. Squires, executivo da Pan Am.
Edna morreu de câncer aos 62 anos de idade, no dia 13 de Janeiro de 1958. Foi enterrada no Grand View Memorial Park, em Glendale, na Califórnia.
Foi interpretada por Penelope Ann Miller em Chaplin, filme de 1992.